# Fear Street: Prom Queen
Fear Street: Prom Queen is een Amerikaanse slasher-film uit 2025 geregisseerd en mede geschreven door Matt Palmer. De film is gebaseerd op het boek The Prom Queen van R.L. Stine en ging op 23 mei 2025 in première.

## Verhaal
De film speelt zich af in 1988 en volgt de studenten van de school Shadyside High die zich voorbereiden op het aankomende schoolbal. Een groep meiden die op school veel invloed hebben zijn al druk bezig met de gebruikelijke zoetsappige en valse campagnes voor de schoolbal-kroon. Als een buitenstaander onverwachts wordt genomineerd in de wedstrijd om de kroon, beginnen sommige van de andere kandidaten opeens spoorloos te verdwijnen. Dit zorgt ervoor dat de resterende studenten een helse avond op het schoolbal staat te wachten.

## Rolverdeling
| acteur              | personage           |
| ------------------- | ------------------- |
| India Fowler        | Lori Granger        |
| Suzanna Son         | Megan Rogers        |
| Fina Strazza        | Tiffany Falconer    |
| Chris Klein         | Dan Falconer        |
| David Iacono        | Tyler Torres        |
| Ariana Greenblatt   | Christy Renault     |
| Ella Rubin          | Melissa Mckendrick  |
| Lili Taylor         | Dolores Brekenridge |
| Katherine Waterston | Nancy Falconer      |
| Darrin Baker        | directeur Wayland   |
| Rebecca Ablack      | Debbie Winters      |
| Ilan O'Driscoll     | Linda Harper        |
| Damian Romero       | Judd                |
| Dakota Taylor       | Bobby               |
| Brennan Clost       | Gerald              |
| Cecilia Lee         | Harmony LaFay       |
| Joseph Chiu         | Spider              |
| Ryan Rosery         | Chad                |
| Tom Keat            | Freddie             |
| Dale Whibley        | Jimmy               |
| Joanne Boland       | Rose Granger        |

## Achtergrond
De film werd geregisseerd en mede geschreven door Matt Palmer, voor het schrijven van het scenario werd hij bijgestaan door Donald McLeary. Het scenario van de film is gebaseerd op het boek The Prom Queen uit 1992 van schrijver R.L. Stine. De film werd geproduceerd door Peter Chernin, Jenno Topping en Kori Adelson en is een opzichzelfstaand vervolg op de Fear Street-trilogie uit 2021. De muziek van de film werd gecomponeerd door The Newton Brothers. De opnames van de film gingen op 25 maart 2024 van start in Toronto en werden op 14 mei 2024 afgerond. Hoofdrollen in de film waren weggelegd voor onder anderen India Fowler, Suzanne Son, Chris Klein en Ariana Greenblatt.

## Release en ontvangst
Op 25 februari 2025 werd de eerste trailer van de film uitgebracht. Fear Street: Prom Queen ging op 23 mei 2025 wereldwijd in première op streamingdienst Netflix. De film werd door recensenten in het algemeen gemengd tot negatief ontvangen. Op Rotten Tomatoes heeft de film een score van 31% op basis van 42 beoordelingen. Metacritic komt op een score van 44/100, gebaseerd op 13 beoordelingen.